# Four (Francfort)
 (septembre 2024).
Pour les articles homonymes, voir Four (homonymie).
Le Four est un complexe immobilier constitué de 4 gratte-ciels situé dans la ville de Francfort-sur-le-Main en Allemagne. L'ensemble est conçu par l'architecte Ben van Berkel.